# George Milne, 1. Baron Milne

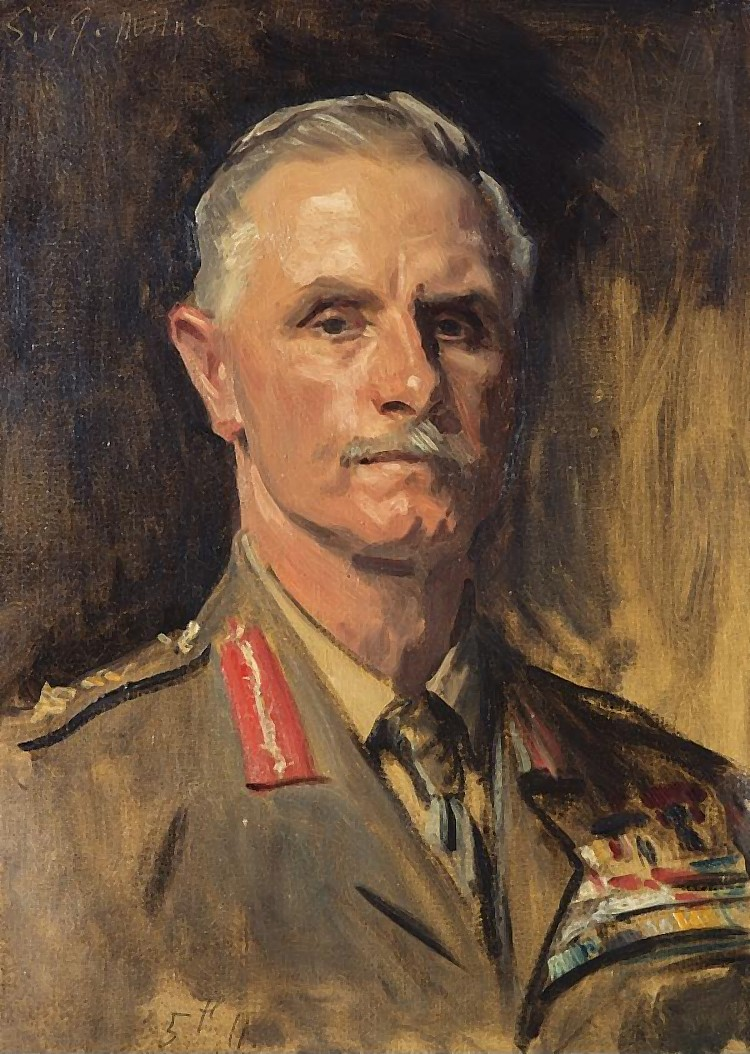
George Milne um 1920. Porträtstudie von John Singer Sargent für General Officers of World War I.

George Francis Milne, 1. Baron Milne GCB, GCMG, DSO (* 5. November 1866 in Aberdeen, Schottland; † 23. März 1948 in London), war ein britischer Feldmarschall und von 1926 bis 1933 Chef des Imperialen Generalstabes.

## Leben
Milne besuchte das Gymnasium in Aberdeen und die Royal Military Academy in Woolwich. 1885 trat er in die Royal Artillery ein und nahm an der Niederschlagung des Mahdi-Aufstands teil, wo er in der Schlacht von Omdurman kämpfte. Während des Zweiten Burenkriegs war Milne als General-Adjutant Lord Kitcheners eingesetzt, am 1. November 1900 wurde er Oberstleutnant. Für seine Verdienste im Burenkrieg erhielt Milne den Distinguished Service Order. Seit 1. November 1905 zum Oberst aufgestiegen wurde er Generalstabsoffizier bei der 46. Division.
Nach Ausbruch des Ersten Weltkriegs wurde Milne im Juli 1914 zum Artillerie-Kommandeur der 4. Division, die von General Thomas D’Oyly Snow befehligt wurde. Mit ihr nahm er an der Schlacht von Le Cateau, der Ersten Marneschlacht und der Ersten Aisneschlacht teil. Im Oktober 1914 erfolgte seine Beförderung zum Brigadier. Im Januar 1915 wurde er Generalstabschef des III. Korps der 2. Armee im Raum Ypern, am 23. Februar wurde er zum Generalmajor ernannt. 
Im Juli 1915 wurde er Kommandeur der 27. Division, welche im November nach Saloniki abging. Milne übernahm die Führung des XVI. Korps, das dem französischen General Maurice Sarrail unterstellt wurde. Im Januar 1916 wurde er Befehlshaber der British Salonika Army und am 9. Mai 1916 stieg er zum Oberbefehlshaber der britischen Truppen an der Salonikifront auf. William Robertson, der Chef des Imperialen Generalstabes, hatte jedoch nicht vor, es hier zu Kampfhandlungen kommen zu lassen. Erst im April 1917 konnte Milne eine Offensive am Doiran-See starten, die jedoch erfolglos blieb und schwere Verluste einbrachte. Erst im September 1918 konnte Bulgarien zur Kapitulation gezwungen werden.
Ende 1918 übernahm Milne die Leitung frisch gelandeter britischer Expeditionstruppen am Schwarzen Meer und im Kaukasusgebiet. Er versuchte nach dem Zusammenbruch des Osmanischen Reiches britische Interessen durch Interventionen in Batumi und Baku durchzusetzen. Im März 1920 übernahm er die britischen Besatzungstruppen in Istanbul. Hier wurde er auch zum Full General ernannt. 1922 wurde er General Officer Commanding des Eastern Command. Von 1926 bis 1933 war er Chef des Imperialen Generalstabes und wurde am 30. Januar 1928 zum Feldmarschall befördert. Zwischen 1933 und 1938 hatte er das Amt des Konstabler des Tower inne.
Im Juni 1933 wurde Milne mit dem Titel Baron Milne of Salonika and of Rubislaw in the County of Aberdeen in den erblichen Adelsstand erhoben. Während des Zweiten Weltkriegs diente er in der Home Guard. 
Milne war seit 1905 mit Claire Marjoribanks, der Tochter von Sir John Nisbet Maitland, 5. Baronet, verheiratet. Als Milne 1948 im Alter von 81 Jahren starb, ging sein Titel auf seinen Sohn George Douglass über.